# Fan Chung

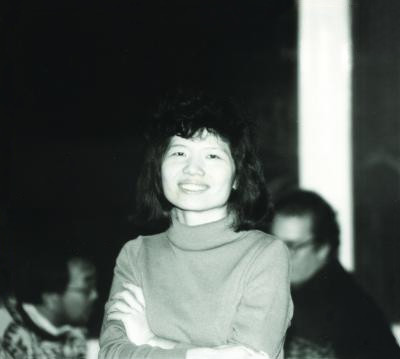
Fan Chung 1987

Fan Rong King Chung Graham, als Mathematikerin bekannt als Fan Chung, (chinesisch 金芳蓉, Pinyin Jīn Fāngróng; * 9. Oktober 1949 in Kaohsiung) ist eine US-amerikanische Mathematikerin, die sich mit Graphentheorie beschäftigt.

## Leben
Chung wuchs als Tochter eines Ingenieurs in Taiwan auf. Sie studierte an der University of Pennsylvania, wo sie 1974 bei Herbert Wilf promoviert wurde (Ramsey Numbers in Multi-Colors). Danach arbeitete sie zwanzig Jahre bei den Bell Laboratories. 1994 wurde sie Professorin für Mathematik an der University of Pennsylvania und 1998 Professorin für Mathematik und Informatik an der University of California, San Diego.
Sie war zweimal verheiratet und hat zwei Kinder. Von 1983 bis zu dessen Tod 2020 war sie mit dem Mathematiker Ronald Graham verheiratet. Wie ihr Mann publizierte sie auch mit Paul Erdős (hat also die Erdős-Zahl 1) und war mit ihm Autorin eines Buches über die Mathematik von Erdős.

## Wirken
Sie befasst sich mit Graphentheorie (speziell dem Spektrum von Graphen), diskreter Geometrie, Mathematik von Kommunikationsnetzwerken und Algorithmen.

## Auszeichnungen
Im Jahr 1990 erhielt sie für ihren Artikel mit Ronald Graham und Martin Gardner Steiner Trees on a Checkerboard den Allendoerfer Award. 1994 war sie Invited Speaker auf dem Internationalen Mathematikerkongress (Eigenvalues of Graphs). 2009 war sie Noether Lecturer. Sie ist Fellow der American Mathematical Society, 1998 wurde sie in die American Academy of Arts and Sciences gewählt. 2017 wurde sie vom Institute of Combinatorics and its Applications (ICA) mit der Euler-Medaille ausgezeichnet, 2024 wurde sie zum Mitglied der National Academy of Sciences gewählt.

## Schriften
- mit Ronald Graham: Erdős on Graphs: His Legacy of Unsolved Problems. A. K. Peters, 1998, ISBN 1-56881-079-2.
- Spectral Graph Theory. CBMS Regional Conference Series in Mathematics, Nr. 92, American Mathematical Society, 1997, ISBN 0-8218-0315-8.